# Mangelia pomara
Mangelia pomara är en snäckart som först beskrevs av Dall 1919.  Mangelia pomara ingår i släktet Mangelia och familjen kägelsnäckor. Inga underarter finns listade i Catalogue of Life.